# Давлеткильдеева, Рашида Газизовна
Рашида Газизовна Давлеткильдеева (тат. Рәшидә Дәүләткилдиева, 4 сентября 1914, Казахстан — 4 сентября 2001, Казахстан) — педагог, заслуженный учитель Казахской ССР (1958), почетный председатель Северо-Казахстанского областного татаро-башкирского общественного центра «Дуслык» (1989).

## Биография
Родилась 4 сентября 1914 года в городе Петропавловск Акмолинского уезда в семье кожевника у купца, состоящей из пяти детей.
В 1921 году поступила в татарскую семилетнюю школу. Окончила Алма-Атинский педагогический институт имени Абая в 1934 году. Студенческие годы пришлись на период ликвидации неграмотности в стране, обучала грамоте рабочих Казпотребсоюза в Алма-Ате. Окончив вуз в столице, вернулась в Петропавловск и в течение 40 лет работала в сфере образования.
С 1934 по 1941 год работала преподавателем биологии и химии Казпедтехникума, в дальнейшем работала директором Татарской средней школы № 3 и средней школы № 1 имени В. И. Ленина. За годы её работы обучала несколько воспитанников, проводила семинары с участием директоров школ, завучей и учителей городского и областного уровней. 
Писала труды, в котором проследила путь развития школьного дела Северо-Казахстанской области. Также интересовалась вопросами краеведения и передала музею работы о Хамите и Кариме Сутюшевых, Гарифе Идрисове, Хафизе Базарбаеве, Хамзе Муратове, об истории ряда улиц Петропавловска, о мечетях и школах областного центра.
В 1973 году вышла на пенсию. Спустя 15 лет была избрана почетным председателем областного татаро-башкирского общественного центра «Дуслык».
Скончалась в 2001 году.

## Награды
- 1958 — Заслуженный учитель КазССР[7] .
- 1967 — Почетный гражданин города Петропавловск[8].